# 尹柱相
尹柱相（1949年6月25日—），韓國男演員。

## 演出作品

### 電視劇

#### 2000年代
- 2001年：KBS《美麗人生》
- 2003年：MBC《沙漠之泉》
- 2004年：SBS《張吉山》
- 2004年：SBS《嫂嫂19歲》飾演 鄭建宇
- 2005年：MBC《甜蜜的間諜》
- 2006年：SBS《不良家族》
- 2006年：KBS《透明人間崔長洙》
- 2006年：SBS《無敵情報員》飾演 局長
- 2007年：MBC《空港城市》飾演 嚴班長
- 2007年：KBS《京城醜聞》飾演 鮮于貫
- 2007年：KBS《媳婦的全盛時代》飾演 高延中
- 2007年：MBC《拍賣行》飾演 孫哲萬
- 2007年：KBS《天的戀人》
- 2008年：MBC《你是誰》飾演 地獄使者
- 2008年：KBS《太陽的女子》飾演 張泰聞
- 2008年：MBC《大韓民國律師》
- 2008年：SBS《全職媽媽》飾演 崔宗萬
- 2008年：KBS《戀愛結婚》飾演 華英的爸爸
- 2008年：SBS《明星的戀人》飾演 安教授
- 2009年：SBS《自鳴鼓》飾演 無恤大王的岳父
- 2009年：KBS《傻瓜》飾演 尹局長
- 2009年：SBS《你笑了》飾演 李俊裴
- 2009年：KBS《IRIS》飾演 吳賢圭
- 2009年：KBS《松藥局的兒子們》飾演 金乃鍾

#### 2010年代
- 2010年：KBS《富翁的誕生》飾演 李重憲
- 2010年：SBS《大物》飾演 閔東浦
- 2010年：SBS《微笑，媽媽》飾演 姜東峰
- 2011年：KBS《Drama Special－特別搜查隊MSS（朝鲜语：특별수사대 MSS）》飾演 警察局長
- 2011年：SBS《Sign》飾演 李文秀
- 2011年：KBS《童顏美女》飾演 振旭的父親
- 2011年：KBS《烏鵲橋兄弟》飾演 朴仁宇（特別出演）
- 2011年：JTBC《噗通噗通… 他和她的心跳聲》飾演 金校尉
- 2012年：tvN《結婚的策略》飾演 李鶴君
- 2012年：KBS《Big》飾演 朴民奎
- 2012年：MBC《阿娘使道傳》飾演 金應富
- 2012年：MBC《I do I do》飾演 芝安父
- 2012年：SBS《電視劇帝王》飾演 文尚日
- 2012年：KBS《學校2013》飾演 趙奉秀
- 2013年：KBS《IRIS 2》飾演 吳賢圭
- 2013年：SBS《聽見你的聲音》飾演 申常德
- 2013年：SBS《溫暖的一句話》飾演 羅大豪
- 2014年：tvN《急診男女》飾演 尹神父
- 2014年：KBS《Drama Special－我結婚的理由》飾演 金順九
- 2014年：KBS《Trot戀人》飾演 趙熙文
- 2014年：MBN《天國的眼淚》飾演 李會長
- 2014年：MBC《Drama Festival－4teen》（特別演出）
- 2015年：MBC Drama《我的遺憾男友》飾演 尹會長
- 2015年：LINE TV《我的鄰居是EXO》 飾演 Chanyeol的爺爺
- 2015年：SBS《上流社會》飾演 張原植
- 2015年：KBS《星星閃爍》飾演 尹吉來
- 2016年：KBS《天上的約定》飾演 朴滿載
- 2016年：SBS《回來吧大叔》飾演
- 2016年：SBS《Mrs. Cop 2》飾演 高平植
- 2016年：MBC《重新開始》飾演 姜炳哲
- 2016年：tvN《The Good Wife》飾演 徐載文
- 2017年：tvN《名不虛傳》飾演 崔千術
- 2017年：KBS《我男人的秘密》飾演 姜俊采
- 2018年：KBS《Radio Romance》飾演 文成宇
- 2018年：KBS《你的管家》飾演 鄭容建
- 2018年：MBC《捉迷藏》飾演 文太山
- 2019年：SBS《醫生耀漢》飾演 李元吉

#### 2020年代
- 2020年：MBC《365：逆轉命運的1年》飾演 黃盧燮
- 2020年：OCN《驅魔麵館》飾演 河碩久
- 2021年：KBS《你好？是我！》飾演 韓智萬
- 2021年：KBS《Okay！光姐妹》飾演 李哲秀
- 2021年：Netflix《Move to Heaven：我是遺物整理師》飾 盧會長
- 2022年：TV朝鮮《紅氣球》飾演 高物尚
- 2023年：tvN《驅魔麵館2：全面回擊》飾演 河碩久

### 電影
- 1999年：《生死諜變》
- 2001年：《殺手公司》
- 2003年：《叛逆智能》
- 2003年：《變態輪迴》
- 2004年：《阿羅漢》
- 2004年：《總統的理髮師》
- 2005年：《捕快》
- 2005年：《死亡膠囊》
- 2005年：《王的男人》
- 2007年：《瘋狂謀殺》
- 2011年：《回初理》
- 2024年：《晨謐之境》

## 獲獎
- 1987年：東亞演劇賞男子優秀助演獎
- 1997年：百想藝術大賞演技獎
- 1998年：首爾國際演劇節演技獎
- 2009年：KBS演技大賞男子助演獎
- 2021年：KBS演技大賞-長篇電視劇部門 男子優秀演技獎 (《Okay！光姐妹》)